# کیم کارول (بازیکن فوتبال)
کیم کارول (انگلیسی: Kim Carroll؛ زادهٔ ۲ سپتامبر ۱۹۸۷) بازیکن فوتبال اهل استرالیا است.
از باشگاه‌هایی که در آن بازی کرده‌است می‌توان به بریزبن رور اشاره کرد.
وی همچنین در تیم‌های ملی فوتبال Australia women's national under-20 soccer team و زنان استرالیا بازی کرده‌است.